# Катонвјел
Катонвјел (фр. Catonvielle) насеље је и општина у јужној Француској у региону Миди Пирене, у департману Жерс која припада префектури Ош.
По подацима из 2011. године у општини је живело 105 становника, а густина насељености је износила 34,2 становника/km². Општина се простире на површини од 3,07 km². Налази се на средњој надморској висини од 214 метара (максималној 213 m, а минималној 153 m).

## Демографија
| 1962. | 1968. | 1975. | 1982. | 1990. | 1999. | 2011. |
| ----- | ----- | ----- | ----- | ----- | ----- | ----- |
| 66    | 73    | 73    | 74    | 73    | 62    | 105   |

График промене броја становника у току последњих година